# Великий Пеліс
Вели́кий Пелі́с (рос. Большой Пелис) — невеликий острів у затоці Петра Великого Японського моря. Знаходиться за 12,9 км на південний схід від мису Клерка, що на материку. Адміністративно належить до Хасанського району Приморського краю Росії.

## Географія
Острів є найбільшим в архіпелазі Римського-Корсакова. Його довжина становить 5 км, ширина 1,1 км. Острів складається з двох частин — більшої північної та меншої південної, з'єднаних між собою перешийком шириною всього 250 м. Береги різноманітні, в основному скелясті та стрімкі, але є й пологі з білими піщаними пляжами. Протяжність берегової смуги становить 12,7 км.
На півночі острова є прісне озеро. На заході біля перешийку міститься бухта Молчановського, названа на честь І. А. Молчановського, вахтенного начальника шхуни «Восток». Найхолодніший місяць — січень, пересічна температура −11 °C; найтепліший місяць — серпень, еперсічна температура +21 °C.
Острів вкритий травою та чагарниками, дерев майже немає. Тут багато ендемічних рослин, які занесені до Червоної книги Росії, особливо слід відмітити лілію тигрову. Також на острові зростає сосна могильна, шипшина, тис, актинідія, виноград, лимонник тощо. На острові збереглись пташині базари, в яких зустрічаються такі птахи, як журавель японський, журавель даурський, качурка вилохвоста, фрегат, беркут. Тут розміщена одна з найбільших колоній баклана японського та мартина чорнохвостого. Серед земноводних поширені жаба звичайна та квакша далекосхідна. Із плазунів на острові мешкають вуж японський та полоз візерунковий. Серед ссавців зустрічаються миша польова, полівка далекосхідна. Серед хижаків мешкає єнот уссурійський. На узбережжі є декілька місць відпочинку тюленів ларга.

## Історія
Острів вперше був описаний французькими моряками бригу «Каприз» й отримав від назву Пелес, тобто Голий. В 1854 році острів відвідали росіяни. В 1862–1863 роках був ретельно досліджений експедицією підполковника корпусу флотських штурманів Василя Бабкіна. Тоді ж острів і отримав сучасну назву. До середини 1930-их років він був незаселеним і мало відвідуваним. Але після хасанських подій острів став головним укріппунктом. На ньому розмістили невеликий постійний гарнізон, декілька польових укріплень та артилерійську батарею. На вершині острова був встановлений маяк.
В 1974 році на острів прибула група з 3 осіб, які брали участь у експерименті по дослідженню психофізіологічних процесів та відносин між людьми у групі при екстремальних умовах, у відсутності зв'язку з іншими людьми. В кінці 1970-их років військові покинули острів і він відійшов до складу Далекосхідного морського заповідника.